# Stanisław Różewicz
Stanisław Roch Różewicz (né le 16 août 1924 à Radomsko, mort le 9 novembre 2008 à Varsovie) est un metteur en scène de théâtre, un réalisateur et scénariste de cinéma et un pédagogue polonais.

## Biographie
Stanisław Różewicz est né le 16 août 1924 à Radomsko, dans la voïvodie de Łódź, en Pologne.
Il est le frère des poètes Janusz et Tadeusz Różewicz.
Il meurt le 9 novembre 2008 à Varsovie, capitale de la Pologne et est enterré dans l'allée des Distingués au cimetière militaire de Powązki à Varsovie (section 29C-tuje-4).

## Crédit d'auteurs
- (pl) Cet article est partiellement ou en totalité issu de l’article de Wikipédia en polonais intitulé « Stanisław Różewicz » (voir la liste des auteurs).